# Spoorlijn 21B
Spoorlijn 21B is een Belgische spoorlijn die As met Eisden verbindt. Deze is anno 2025 buiten gebruik.

## Geschiedenis
Door de vondst van steenkool in het begin van de 20e eeuw en de exploitatie van steenkoolmijnen in Winterslag, Waterschei, Zwartberg en Eisden ontstond de behoefte om deze mijnen te verbinden met een spoorlijn zodat het transport van steenkool langs de spoorweg vlotter zou verlopen. Vanaf 1909 hadden de mijnen al zelf spoorverbindingen aangelegd naar de bestaande spoorlijn 21A die Hasselt met Maaseik verbond.
In 1925 werd een nieuwe ringspoorlijn 21B die langs de drie Genkse steenkoolmijnen liep, aangelegd tussen Boxbergheide en As. De verlenging van deze lijn tot in Eisden aan de scheepswerf bij de Zuid-Willemsvaart was in 1926 klaar. Op de ringspoorlijn zelf lag er dubbelspoor tot in Waterschei. De rest was enkelsporig uitgevoerd.
De rechtstreekse lijn 21A verloor spoedig aan belang. In 1941 werd dit baanvak opgeheven en in 1943 opgebroken. De ringspoorlijn werd vanaf dan een baanvak van lijn 21A. Enkel de verbinding tussen As en Eisden bleef het nummer 21B behouden.
Rond 1983 werd het reizigersverkeer op de spoorlijn opgeheven. In 1985 werd de verbinding vanaf station Eisden tot aan de scheepswerf opgebroken. Na de sluiting van de steenkoolmijnen in 1988 werd ook het goederenverkeer op de lijn stopgezet.

### Toeristische exploitatie
In 1989 werd dit baanvak officieel gesloten en voorbehouden voor toeristische exploitatie. Toch reden er nog tot na 1992 diensttreinen met afval naar de stortplaats die zich halverwege het baanvak bevond.
Van 2000 tot 2014 gebeurde de toeristische exploitatie van het baanvak door de vzw Kolenspoor.
Vanaf juli 2009 vond er naast de occasionele trein ook spoorfietsen plaats, tussen station As en station Eisden, nadien verhuisde dit naar spoorlijn 20 in Munsterbilzen.
Sindsdien is de toestand van het baanvak tussen As en Eisden dermate slecht dat de lijn volledig is stilgelegd.

## Plannen voor heropening
In het kader van het Spartacusplan, dat verbetering moet brengen in het openbaar vervoer tussen Hasselt en de Limburgse 'buitengebieden', wilde men diverse stilgelegde spoorlijnen heractiveren en integreren in een sneltramnet. Ook lijn 21B werd hierbij in overweging genomen, met name omdat de buslijnen tussen het Maasland en Genk/Hasselt (o.a. 45 en 11) aan hun maximale capaciteit zitten, terwijl het inleggen van meer bussen niet rendabel zou zijn vanwege de lange afstand.

## Aansluitingen
In de volgende plaats is of was er een aansluiting op de volgende spoorlijn:
As
Spoorlijn 21A tussen Hasselt en Maaseik